# Río Grande (Porto Rico)
Río Grande è una città di Porto Rico situata sulla costa nord-orientale dell'isola. L'area comunale confina a est con Luquillo, a sud con Ceiba, Nagüabo e Las Piedras e a ovest con Canóvanas e Loíza. È bagnata a nord dalle acque dell'oceano Atlantico. Il comune, che fu fondato nel 1840, oggi conta una popolazione di oltre 50 000 abitanti ed è suddiviso in 9 circoscrizioni (barrios).